# Máximo Gómez
Máximo Gómez Báez (* 18. November 1836 in Baní, Dominikanische Republik; † 17. Juni 1905 in Havanna, Kuba) war ein kubanischer General der Unabhängigkeitskriege von 1868–1898.

## Leben

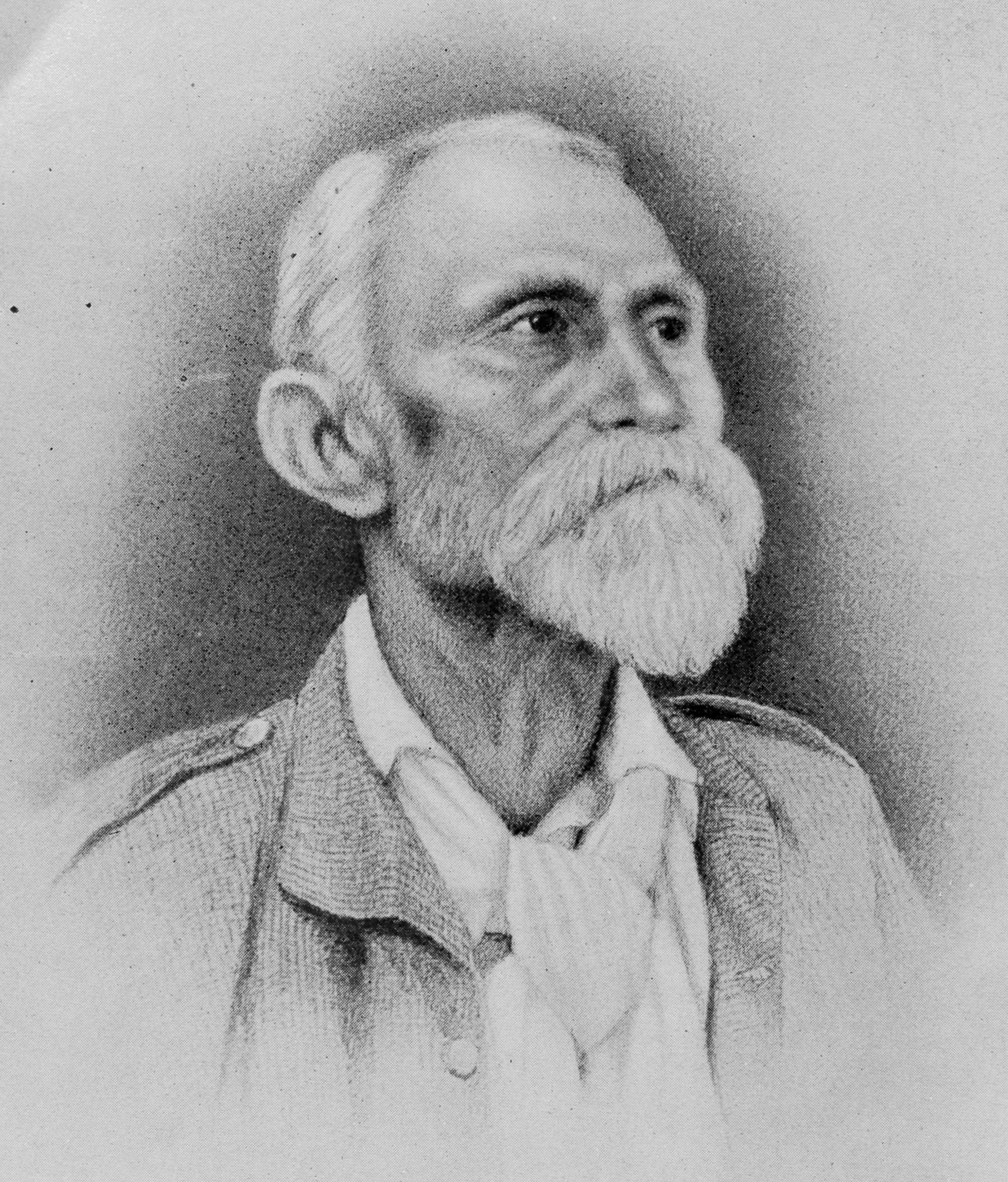
Máximo Gómez

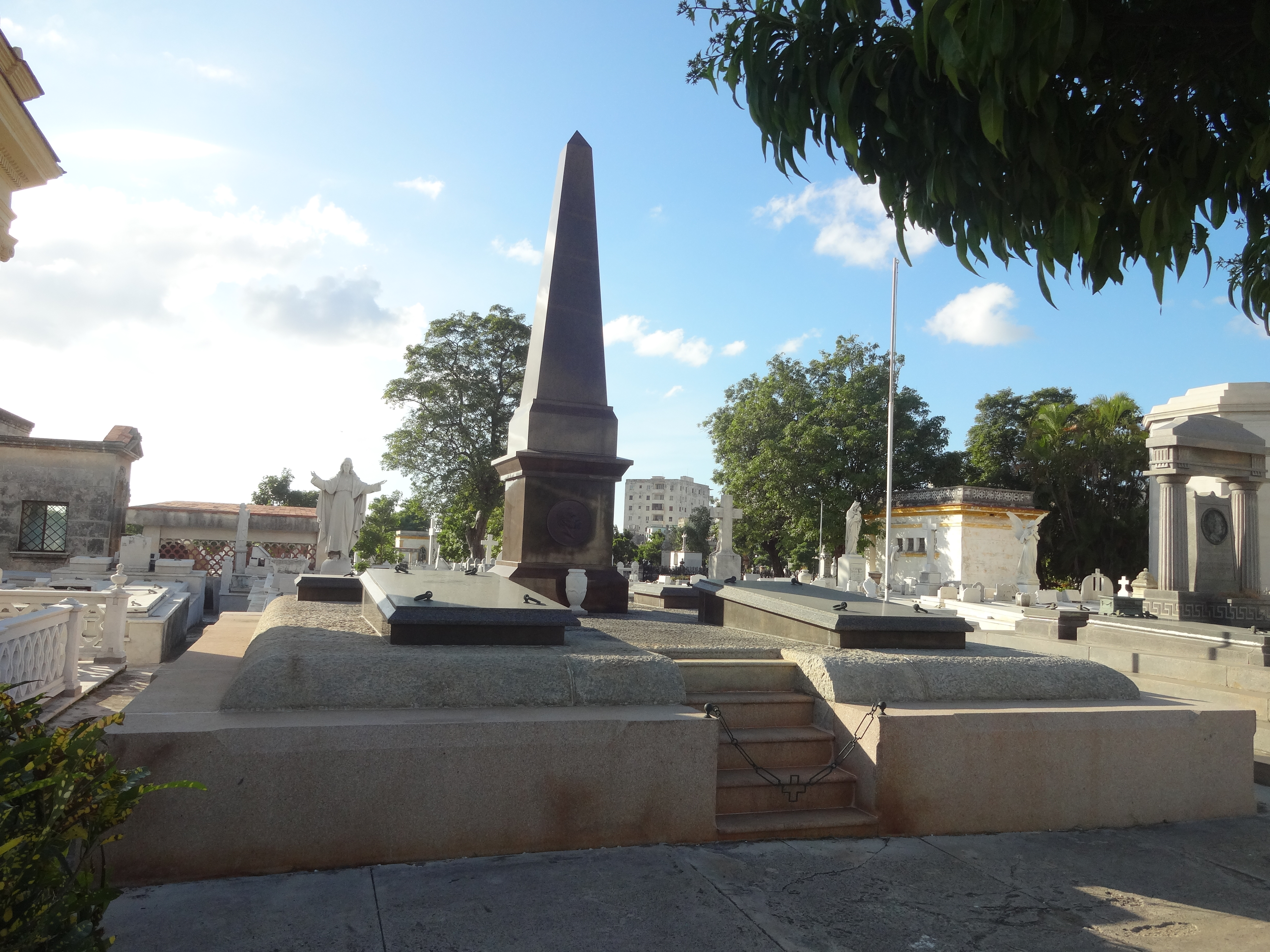
Grabmal

Er gehörte zu den wichtigsten militärischen Führern der kubanischen Unabhängigkeitsbewegung 1868–1898 gegen die spanische Kolonialmacht. Als oberster Befehlshaber der Revolutionsarmee gelang es ihm in der dritten Phase des Unabhängigkeitskrieges 1895–1898, die auf Initiative des kubanischen Revolutionärs und Dichters José Martí eingeleitet wurde, die spanischen Kolonialtruppen in die Defensive zu drängen (siehe auch Geschichte Kubas).
Der militärische Erfolg der Vereinigten Staaten 1898 im Spanisch-Amerikanischen Krieg war unter anderem möglich, weil die spanische Kolonialmacht durch den langen Guerillakrieg unter der Führung von Máximo Gómez und Antonio Maceo bereits entscheidend geschwächt war.
Trotz seines hohen Ansehens lehnte er es stets ab, in der von den USA dominierten Kubanischen Republik ein politisches Amt zu bekleiden. Im Gegensatz zu einigen anderen Führern der Unabhängigkeitsbewegung versuchte er nie, Kapital aus seinem Prestige zu schlagen, und starb als armer Mann. Sein Grab befindet sich auf dem Cementerio Cristóbal Colón in Havanna.
Sein Porträt ziert die 10 CUP, sein Denkmal die 10 CUC Banknote.